# Johannes Mockel
Johannes Mockel (* 3. Juli 1567 in Kirchheim unter Teck; † 11. Februarjul. / 21. Februar 1631greg. in Reutlingen) war ein Jurist, Gastwirt, Koch, Leichenführer, Schulgründer, Winzer, neulateinischer Dichter und Ratsverwandter in Tübingen.

## Leben
Johannes Mockel war das älteste Kind des Pfarrers und Superintendenten der Ämter Tübingen und Bebenhausen Mag. Sebastian Mockel (1537–1606) aus Beilngries im Bistum Eichstätt – einem Sohn von Leonhard Mockel († 1551) – und (⚭ 1566 in Tübingen) der Christina Wurtzelmann († nach 1606). Seine Mutter, eine Tochter des Goldschmieds Dieterich (Theodor) Wurzelmann aus Wimpfen, war nach dem frühen Tod ihres Vaters in Tübingen aufgewachsen. Erhard Schnepf in Tübingen war verheiratet mit ihrer Tante Margaretha Wurzelmann (* um 1503; † 1569); Dietrich Schnepf nennt Magister (Sebastian) „Mockellius“ seinen Verwandten (affinis). Unter Johannes Mockels Geschwistern waren der Pfarrer Matthäus Mockel (1571–1637) und Elisabetha Mockel (* 1573; † vor 1623), die 1594 den Subdiakon Magister Georg Philipp Heiland (1571–1635) aus Göppingen heiratete, einen Sohn von Samuel Heiland.

### Studium und Heirat

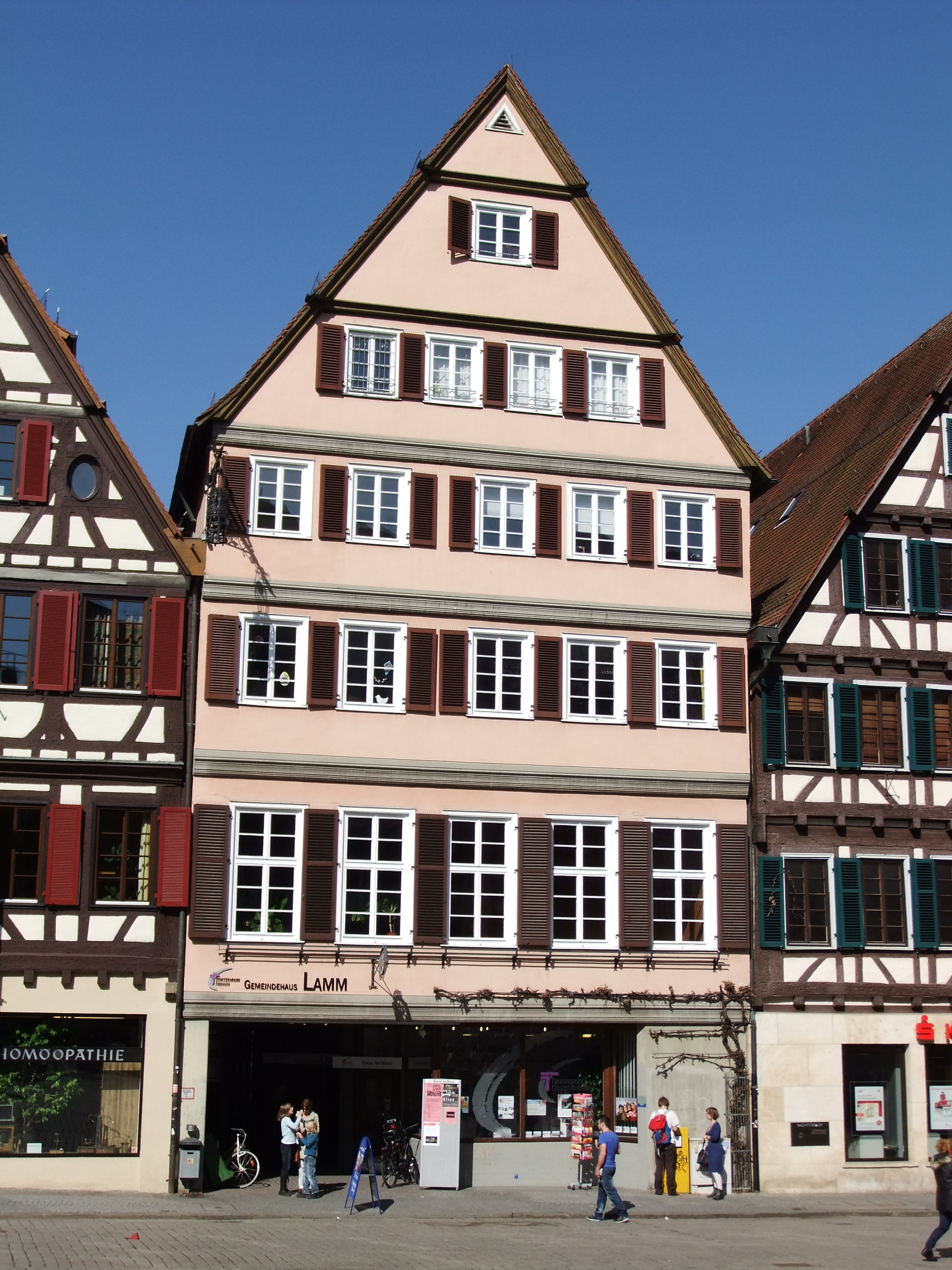
Restaurierte Fassade der ehemaligen Gastwirtschaft Zum Goldenen Schaf bzw. Lamm in Tübingen

„Joannes Mugelius Kirchensis“ immatrikulierte sich am 17. Mai 1582 in Tübingen. Er erwarb am 25. September 1588 als „Mockelius“ zusammen mit Johannes Kepler das Baccalaureat und wurde am 10. Februar 1591 als „Meckel“ Stipendiat von Kloster Bebenhausen.
Am 11. September (Proklamation am 26. August) 1593 heiratete Johannes Mockel die vier Jahre ältere Wirtin des Tübinger Gasthauses Zum Goldenen Schaf Margaretha geborene Motzer (1561–1627). Sie war Witwe (⚭ 1583) des Gastwirts Johannes Lustnauer († 1592) und Tochter des Bürgermeisters (1582/83) und Geistlichen Verwalters Martin Mozer (* um 1530/35; † nach 1583) aus Tübingen und seiner Frau (⚭ 1556) Anna Brüssel (* um 1535; † 1606) aus Oberboihingen. Zur Heirat gaben seine Freunde eine Festschrift heraus, zu der Johannes Kepler das Hochzeitsgedicht In Nuptias Johannis Mockelii und Zacharias Schäffer ein vierstimmiges Hochzeitslied beisteuerten. Vom Stipendium und der Universität Tübingen ist Mockel 1593 jedoch wegen seiner unerlaubten Hochzeit als Student „als er sich mitt der Schaafwirtin alhie verheürat dimitiert (= verwiesen) worden“.

### GastwirtZum Goldenen Schaf
Johannes Mockel führte mit seiner Frau das Gasthaus Zum Goldenen Schaf als Gastwirt weiter (caupo oder hospes ad Insigne auratae Ovis). Das Haus (Am Markt 7) wurde später umbenannt in Zum goldenen Lamm und nach einem Brand 1974 mit restaurierter Fassade als Evangelisches Gemeindehaus Lamm wiedereröffnet. 1596 wurden dem Gastwirt Mockel überhöhte Preise vorgeworfen. Am 18. Oktober 1598 fungierte „Herr Johann Mockel Gastgeber zum güldenen Schaff“ mit schwarzem Stab und „Klagekleid“ als einer der beiden Leichenführer bei der Beisetzung des Studenten Graf Wilhelm Ernst von Waldeck in der Stiftskirche. Er hatte durch seinen Vater das Bürgerrecht (als civis) erworben und war seit 1628 Ratsverwandter (Mitglied des Stadtrates; senator) der Stadt Tübingen.
Mockel blieb dem akademischen Leben verbunden und stand in engem Kontakt u. a. mit Martin Crusius, der ein Gedicht in sechs Distichen auf Latein und auch auf Griechisch über sein Gasthaus-Schild (insigne) verfasste. Erhard Cellius dichtete 1596 im Gasthaus zum Schaf ein Epigramm auf die drei Brüder Freiherren von Landau, die in Tübingen studierten, nachdem man Crusius’ „königlichen“ Pokal auf ihre Gesundheit ausgetrunken und „ausgedreht“ hatte. Crusius feierte 1599 die Hochzeit seiner Tochter Theodora (* 1579; † nach 1611) mit dem Theologiestudenten Magister Markus Necker (* 1574; † vor 1611) aus Dettingen unter Teck, 1601 seinen 75. Geburtstag und 1606 seinen 80. Geburtstag bei Mockel. Viele akademische Feiern und Festessen der Universität wurden von Mockel ausgerichtet und bekocht. Wie im modernen Catering bereitete er auch außerhalb seines Gasthauses einen „hervorragenden Tisch“ zu mit „ausgezeichnetem Wein“, so 1600 im Gebäude der Alten Aula bei einem Rektorats-Essen in drei Gängen für David Magirus, „Speisen, gekocht in der Küche des Senats! Von Mockel, dem Gastwirt des ‚Schafes‘. Gott Lob!“

### Einrichtung einer Schule
In der Domus Collegii (Gebäude der Philosophischen Fakultät), die er von Crusius anmietete, richtete Mockel 1601 für eigene und fremde Kinder eine Schule ein. Die Kinder wurden täglich 7 Stunden von Mag. Johannes Myller aus Schwäbisch Hall und wohl auch von Mockel selbst unterrichtet. Unter den Schüler waren die drei eigenen Söhne Mockels, der Sohn Johann Georg Halbritter (1591–1649) des Professors Johann Halbritter und ein Sohn des Hofgerichtsadvokaten Johann Jakob Andler d. Ä. (1556–1634). Noch im selben Jahr nahmen Martin Crusius und der „Pädagogiarch“ Professor Georg Burckhardt auf Bitte Mockels am 11. Juni 1601 bei 14 Schülern erfolgreich eine Prüfung ab.
Zwei seiner drei Söhne studierten in Tübingen und wurden wie er Juristen. Johannes Mockel starb während einer Reutlinger Messe (nundinis Reutlingensibus). In der Einladung des Rektors Johann Ulrich Pregizer I. der Universität zu seiner Beerdigung wird Mockel folgendermaßen charakterisiert: „Er war ein im Lateinischen sehr gebildeter und der Rechtswissenschaft tief ergebener und unter den Gelehrten äußerst geschätzter Mensch“.

### Veröffentlichungen
Mockel veröffentlichte als Student und vor allem in seiner Zeit als Gastwirt verschiedene neulateinische Schriften und Beiträge für Sammelpublikationen. Gedichte schrieb er unter anderem zur Hochzeit von Dorothea Liebler (* 1558), einer Tochter des Tübinger Professors Georg Liebler, mit dem Hornberger Stadtschreiber Johann Mitschelin, zur feierlichen Doktor-Promotion von 33 Studenten 1593, die traditionell mit einem Prandium im Gasthof zum Schaf abschloss, zum Regierungsantritt des Herzogs Johann Friedrich von Württemberg, zum Tod von Martin Crusius oder zum Tod der Maria von Laymingen (1575–1629), der Ehefrau des Tübinger Obervogts und Oberhofmeisters der Ritterakademie Collegium illustre Hans Joachim von Grünthal.
Einer Gruppe von – meist adeligen, größtenteils österreichischen – Studenten um Friedrich Hermann Flayder, die 1626 im Collegium illustre das Sittengemälde des Romans Argenis des schottisch-französischen Satirikers John Barclay in einer Bearbeitung Flayders mit verteilten Sprechrollen als Komödie aufführen wollte, sprach Mockel mit einem Beitrag zum Textbuch seine lobende Anerkennung für ihr Vorhaben aus. Die Schauspielertruppe bestand aus: Johannes Baumann († 1635), Wolfgang Georg II. Gilleis (1607–1651), Wolfgang Erasmus (1613–1636) und Friedrich Jakob von Grünthal (1614–1638) – beide Söhne des Akademieleiters Hans Joachim von Grünthal –, Friedrich von Holstein († um 1634) und seinem Hofmeister Michael von (der) Lyth, dem vierjährigen Sohn Georg Friedrich Flayder (* 1621; † nach 1626) des Autors als Cupido, Johann Lutz von Freiburg, Sigismund von Herberstein, Karl Helmhard Jörger von Tollet, Maximilian Kölnpöck (* um 1605; † 1683), Ludwig Christoph Müller, Wolff Dietrich und Johann Wilhelm von Rathsamhausen zum Stein, dem Exulanten Johannes Pfanner (* um 1605/10; † vor 1656) und Wolfgang von Weyler.

### Inschriftstein auf dem Österberg
Auf dem Gelände des Corps Borussia Österbergstraße 12 in Tübingen-Österberg befindet sich eine lateinische, im linken unteren Bereich etwas beschädigte Inschrift, die Johannes Mockel dort um 1610 aufgestellt hat:
Auspice Deo
hanc vineae partem ab aevo solitu
dinem ut et hortum supra iacentem
primus omnium excoluit domum
horti funditus extruxit vineamque
totam canone alias perpetuo
quintave parte vini liberavit
Iohannes Mockelius civis et ad
[ov]em deauratam hospes Tubing
[ensis ]annis a MDCIIII usq'ad
[annum MDC]X(?) vicibus commutatis.
„Unter der göttlichen Führung hat diesen Teil des Weinbergs, seit Urzeiten Einöde, wie auch den darüber liegenden Garten als erster von allen angelegt, das Gartenhaus von Grund auf errichtet und den ganzen Weinberg von seiner bisherigen ewigen Gült – 1⁄5 des Weins – gelöst Johannes Mockel, Bürger und Gastwirt zum Goldenen [Sch]af in Tübing[en ,] in den Jahren von 1604 bis zum [Jahr 16]10(?), nachdem sich sein Geschick gewendet hatte.“

## Familie
Johannes Mockel und Margaretha Motzer (1561–1627) hatten vier Kinder miteinander, die alle in Tübingen geboren wurden:
1. Friedrich Richard Mockhel (1594–1643), Jurist und Diplomat, Kanzleidirektor der Grafschaft Hohenlohe-Waldenburg-Pfedelbach und schwedischer Resident im Elsass,
⚭ 1621 Agnes Kielmann, eine Tochter des württembergischen Geheimrates Johann Kielmann von Kielmansegg (1568–1633) aus Stuttgart und (⚭ 1592) der Margarete Vogler (1574–1633),[37]
2. Johann Albert Mockel (1596–1622),
3. August Mockel (1599–1659), am 29. Oktober 1616 immatrikuliert in Tübingen, Jurist, 1636 Geheimrat des Grafen Ludwig Eberhard von Hohenlohe-Pfedelbach (1590–1650), später württembergischer Kammerrat,[38] floh 1634 nach der Schlacht bei Nördlingen mit seiner Familie und seiner Schwester Corona nach Straßburg, 1644 schwedischer Einnahmeverwalter (Praefectus redituum) für das Elsass,[39] 1649 schwedischer Minister (= Gesandter) in Straßburg,[40]
⚭ I. 1626 Anna Dorothea Beuerlin (* 1606; † um 1636) aus Schwäbisch Hall,[37] Tochter des Vogts zu Comburg Johann Heinrich Beurlin (1580–1631) und seiner Frau Anna Maria Moser von Filseck (1581–1634),
⚭ II. um 1636/37 Barbara Kummerell (1614–1638) aus Ulm, Tochter von Handelsmann Hans David Kommerell (1575–1655) aus Tübingen und Sabina Ammann (1579–1657), und
⚭ III. 1640 Susanna Margareta Diepold († nach 1649), einzige Tochter des hohenlohe-waldenburgischen und hohenlohe-schillingsfürstischen Kanzlers zu Öhringen Daniel Diepold († 1647) und seiner Frau Barbara († 1641);
aus der Ehe mit Anna Dorothea Beuerlin stammten die in Schwäbisch Hall geborenen Kinder:[41]
  1. August Friedrich Mockel (1628–1694),[42][37] Bürgermeister von Heilbronn,
⚭ Maria Magdalena Jeßlin (* um 1635; † nach 1683), eine Tochter von Michael Jesslin (1597–1677), Bürgermeister von Heilbronn, und Margarete Sigelin,
zu seinen Nachkommen siehe → August Friedrich Mockel,

  2. Christoph Jakob Mockel (1630–1704),[43][37] städtischer Zeugwart und Dreizehner[44] in Straßburg,
⚭ I. 1655 Salome Frantz (1634–1665), eine Tochter von Johann Joachim II. Franz (1598–1666), Sekretär des Rats der Fünfzehner, und (⚭ 1621) Dorothea Dachtler (1603–1672)[A 23] aus Straßburg,
⚭ II. 1666 Anna Maria Brackenhofer (1646–1708), Tochter von Ammeister und Dreizehner Andreas Brackenhofer und Apollonia Wencker; 18 Kinder (6 aus ⚭ I. und 12 aus ⚭ II.), von denen ein Drittel das Erwachsenenalter erlebte,[45] darunter benannt nach seinem Großonkel:
    1. (aus ⚭ I.) Friedrich Reichard Mockel (1656–1716), 1693 Assessor des Großen Rates,[44] 1704 Beisitzer des Großen Rates (Ratsherr) in Straßburg, ⚭ 1683 Susanna Kauw (1657–1709),

  3. NN. (*/† nach 1630), jung gestorben,
4. Corona Mockel (1602–1636),[46] starb unverheiratet kurz nach ihrer Flucht in Straßburg an einer fiebrigen Erkrankung.

Aus ihrer 1583 geschlossenen ersten Ehe mit Johannes Lustnauer hatte Margaretha Motzer fünf Kinder (Stiefkinder von Johann Mockel), darunter den Klosterverwalter zu Bebenhausen Martin Lustnauer (1586–1635), Anna Maria Lustnauer (1588–1619), verheiratet (⚭ 1605) mit Hofprediger Bernhard Ludwig Löher (1580–1631) in Stuttgart, und den Hofapotheker zu Bamberg Joseph Lustnauer (* 1592; † nach 1631). Von diesen fünf Kindern überlebten sie die beiden Söhne.

### Der Ehevorgänger Johannes Lustnauer
Johannes Lustnauer († 1592) soll nach einem Teil der Literatur in erster Ehe mit Juliane König (1526–1580), Tochter des Professors Johannes König, verheiratet gewesen sein, dann hätte er einige Stiefkinder in die Ehe mit Margaretha Motzer eingebracht und wäre um 1520 geboren worden. Tatsächlich hatte Juliane König um 1540 den späteren Bürgermeister (consul) Joachim Lustnauer (1521–1591) geheiratet, den Vater von Johannes Lustnauer und Vorgänger bzw. Mitbetreiber des Gasthauses Zum (goldenen) Schaf. Heinrich Lustnauer (1552–1631) und Johannes (Hans) Lustnauer (* um 1557; † 1592) waren Söhne von Juliane König und Joachim Lustnauer. Vorbesitzer des Hauses Am Markt 7 und Vater von Joachim Lustnauer war der Weißgerber Hans Lustnauer aus der Ammergasse.
Johannes (Hans) Lustnauer hatte nach einer Notiz des Pfarrers Georg Reipchius (* um 1529; † 1598) im Sindelfinger Kirchenbuch „ein gross Maul“ und trug den Spitznamen „Johan de Munde“. Der Tübinger Ober- und Untervogt nahmen 1583 gegenüber dem Württembergischen Oberrat Stellung zu Auseinandersetzungen, die er mit Nicodemus Frischlin hatte. Im selben Jahr wurde Johannes Lustnauer als Wirt Zum goldenen Schaf zu Tübingen bestraft, weil er einen zu üppigen Abschiedsschmaus für adelige Studenten ausgerichtet hatte, und erhielt Auflagen wegen des „Zechens der Studenten“. Er starb an der Pest.

## Werke
- Hymenaeus Honorem et Laudem nuptiarum, virtute et ingenio ornatissimi Iuuenis, Ioannis Mütschelij, clarissimi & consultissimi viri. Georg Gruppenbach, Tübingen 1591
- Carmen de laudibus inclytae academiae Tubingensis, in gratiam et honorem, cum doctorum, tum honestorum trigintatrium Iuuenum, cùm summis in Philosophiâ honoribus. Philipp Gruppenbach, 1593[59]
- Ad Illustrissimum Principem, Dominum Iohannem Fridericum, Ducem Wirtenbergensem & Teccensem … Iohannis Mockelij Ciuis et ad Ovem deauratum Hospitis Tübingensis, Pro Felicissimi Regni Auspiciis, Pium & Christianum Votum. Philipp Gruppenbach, Tübingen 1608[60]
- XIX. Nuper ut Authumnum … In: Vitus Müller u. a.: Oratio de Vita et obitu Praeclarissimi … D. Martini Crusii, Tubingensis Academiae per annos octo et quadraginta Professoris nobilissimi ac celebratissimi. Publice habita Tubingae XXIV. Novembris, Anni M.DCVII. Philipp Gruppenbach, Tübingen 1608, S. 94 (Digitalisat der Sächsischen Landesbibliothek – Staats- und Universitätsbibliothek Dresden)
- Generosis & Nobiliß. Dominis, qui in hac Comœdiâ egerunt, humilimè offert. In: Friedrich Hermann Flayder: Argenis Incomparabilis J. Barclai. In Comoediam redacta & acta In Illustri Collegio Tubingae. Werlin, Tübingen 1626, S. 4 (Digitalisat der Herzog August Bibliothek Wolfenbüttel)
  - (englische Übersetzung) Johannes Mockel, a citizen of Tubingen, humbly offers this poem to the high-born and noble gentlemen who acted in this comedy. In: Mark Riley: Friedrich Hermann Flayder’s comedy Argenis (1626). A hypertext critical edition. 2017, Act 1 (online bei The Philological Museum, hosted by The Shakespeare Institute of the University of Birmingham; abgerufen am 20. Juli 2020)
- Rana (scripta versibus). Philibert Brunn, Tübingen 1627
- X. Et quocunq[ue] oculos vertam …: In: Johann Ulrich Pregizer I., Johann Georg Nockher:[A 26] Zwo christliche Predigten, Bey sehr Volckreicher Versamblung deß Adelichen Conducts vnd Ehren-Gedechtnus der … Frawen Dorotheae Mariae von Grünthall Gebornen von Laymingen, Deß … Herrn Hanß Joachim von Grünthall auff Krembs-Egg, zu Hertenegg und Dußlingen &c. … Welche zu … Tübingen den 6. Novembr. dises fürlauffenden 1629. Jahres … eingeschlaffen, … Gehalten. o. O. [Werlin, Tübingen 1630], S. 88 (Google-Books)